# Іонов Ілля Йонович
Ілля Йонович Іонов (Бернштейн) (13 серпня 1887, місто Одеса або містечко Друя, тепер Браславського району Вітебської області, Білорусь — 1942, Північний виправно-трудовий табір (Сєвлаг), тепер Російська Федерація) — радянський діяч, революціонер, письменник. Член Центральної контрольної комісії РКП(б) у 1924—1925 роках. Член ЦВК СРСР 1—2-го скликань.

## Життєпис
Народився в єврейській міщанській родині Бернштейнів, батько працював торговим маклером. З 1899 року Ілля працював у друкарні, з 1902 року розповсюджував нелегальну літературу.
З 1902 по 1903 рік навчався на архітектурному відділенні Одеського художнього училища, курс не закінчив через несплату коштів за навчання. У травні 1903 року був вперше заарештований. З 1903 року давав приватні уроки, виконував креслярські роботи. У 1904 році склав екстерном екзамени за 4-й клас гімназії.
Член РСДРП з 1904 року. 
З 1905 року почав писати вірші, використовував псевдонім Дзвонар. У 1905—1906 роках був декілька разів заарештований, у вересні 1906 року засуджений Одеським військово-окружним судом до заслання в місто Тару Тобольської губернії, звідки втік.
У 1907 році нелегально поселився в Санкт-Петербурзі під прізвищем Ярчинський, але вже в червні 1907 року заарештований поліцією. У листопаді 1908 року за звинуваченням у приналежності до військово-бойової організації Петербурзького комітету РСДРП засуджений до 8 років каторги, відбував їх у каторжних в'язницях, зокрема у Шліссельбурзькій фортеці Санкт-Петербурга, Пскові, Орлі, московській Бутирській в'язниці.
У 1913 році засланий до Сибіру: спочатку в Нарим, потім, в 1915 році — до села Тутура Верхоленського повіту Іркутської губернії, де пробув до Лютневої революції 1917 року.
У 1917 році повернувся до Петрограда, працював у робітничому видавництві «Прибой», друкувався в більшовицьких газетах «Правда», «Солдат», «Прибой», «Окопная правда». Після жовтня 1917 року був співробітником Пролеткульту.
З січня 1918 по 1923 рік — голова правління видавництва Петроградської ради (Петродержвидаву). У 1918—1919 роках співпрацював у сатиричному журналі «Красный дьявол», потім у журналах «Грядущее», «Звезда» та інших.
У 1920 році супроводжував голову виконавчого комітету Комінтерну Григорія Зінов'єва під час поїздки до Німеччини, де закупив значну кількість різних товарів, що прибули до Петрограда морем, серед них роботи «Товариства пролетарського мистецтва» Фрідріха Брасса.
Одночасно в 1920 році — редактор журналу «Пламя». У 1921 році — член редакційної колегії журналу «Книга та революція».
У 1924—1925 роках — голова правління Ленінградського відділення Державного видавництва. У 1924 році за його участі було закрито організоване Максимом Горьким видавництво «Всесвітня література».
У грудні 1924 — березні 1925 року — заступник завідувача відділу друку ЦК РКП(б).
З 1926 до початку 1928 року працював у США, в «All-Russian textile syndicate», займався закупівлею бавовни.
У 1928—1930 роках завідував видавництвом «Земля і фабрика».
У 1928—1932 роках керував видавництвом «Academia». 
З 1932 року — голова правління акціонерного товариства «Міжнародна книга».
1937 року заарештований органами НКВС. Військовою колегією Верховного суду СРСР засуджений до виправно-трудових таборів. Помер у 1942 році в Північному виправно-трудовому таборі (Сєвлаг).
Реабілітований 1956 року ухвалою Військової колегії Верховного суду СРСР.
Сестра Іллі Іонова — Злата Ліліна, друга дружина Григорія Зінов'єва.

## Твори
- Алое поле. Стихотворения. Петроград, Прибой, 1917.
- Колос. Стихотворения. Петроград, ГИЗ, 1921.
- Владимир Осипович Лихтенштадт (Мазин). Петроград, ГИЗ, 1921.
- Октябрьские дни. Сборник стихотворений. Ленинград, 1926.
- Топотун и книжка. Ленинград, 1926.